# Nils Grosche
Nils Grosche (* 1982) ist ein deutscher Rechtswissenschaftler.

## Leben
Von 2002 bis 2007 studierte er Rechtswissenschaften an der Universität Bonn mit dem Schwerpunkt Staat und Verwaltung im Prozess der Internationalisierung. 2007 legte er seine erste juristische Prüfung am OLG Köln ab. Anschließend war wissenschaftlicher Mitarbeiter am Institut für Öffentliches Recht, Abteilung Europarecht, Institut für Völkerrecht der Universität Bonn am Lehrstuhl von Matthias Herdegen. Zwischenzeitlich leistete er ab 2010 im Bezirk des OLG Köln sein Referendariat mit Stationen beim Deutschen Bundestag und Bundesverfassungsgericht ab; 2012 legte er sein Zweites Staatsexamen ab. Nach der Promotion 2012 an der Universität Bonn und der Habilitation 2019 an der Johannes Gutenberg-Universität Mainz ist er seit 2023 Inhaber des Lehrstuhls Recht und Ökonomik der Gesundheits- und Risikoregulierung an der Universität Bayreuth.

## Schriften (Auswahl)
- Rechtsfortbildung im Unionsrecht. Eine Untersuchung zum Phänomen richterlicher Rechtsfortbildung durch den Gerichtshof der Europäischen Union. Tübingen 2011.
- Die unsichtbare Hand des Staates. Untersuchung zu Möglichkeiten der Gestaltung hoheitlicher Preisbeeinflussung im Recht. Tübingen 2020.